# Memphis Maniacs
Memphis Maniacs is een Nederlandse mash-up-band uit Nijmegen. De band heeft geen zelfgeschreven nummers maar speelt mixes (zogenaamde "mash-ups") van allerlei bekende nummers en mengt op die manier diverse stijlen en genres.

## Biografie
De band is in 2005 opgericht door Roy Smolenaars en Sascha van Ras. Roy speelde al enkele jaren als Elvis-imitator maar vond het genre te beperkt en nam wat housenummers op in zijn show. Ze wilden hun act graag met een liveband gaan spelen en begon met een paar bevriende muzikanten de Memphis Maniacs, aanvankelijk eveneens als Elvis-tributeband maar na enkele jaren werd het repertoire uitgebreid met nummers uit andere genres en vervolgens met de mash-ups. Tegenwoordig speelt de band alleen nog mash-ups.
In december 2008 stond de band in het voorprogramma van Fiction Plane in Paradiso. Zanger/bassist Joe Sumner had de band eerder dat jaar op Paaspop zien spelen en nodigde hen persoonlijk uit om als voorprogramma in zijn show te staan. In 2009 stonden ze opnieuw in het voorprogramma van Fiction Plane, ditmaal in Londen. De bassist kon toen niet mee, waardoor Joe Sumner als bassist heeft ingevallen. In 2011 speelden ze onder andere op Huntenpop en Concert at Sea. 
Na twee keer op Concert at Sea te hebben gestaan, werden ze door BLØF uitgenodigd om in oktober 2012 als voorprogramma van hun jubileumconcert op Curaçao op te treden. Ook waren ze in december 2012 te zien in De Wereld Draait Door. In 2013 staan ze, wederom op uitnodiging van BLØF, opnieuw op Concert at Sea.
De band heeft tijdens hun Supersize Clubtour in 2012 poppodia als de Melkweg, Hedon en Tivoli uitverkocht. Verder speelde de band onder andere op de Zwarte Cross, Concert at Sea, Noorderslag, Lowlands, Oerol, Dance Valley, Paaspop en Parkpop, in oktober 2012 in de Berlijnse club White Trash en in februari 2013 in het Concertgebouw in Amsterdam. 
Tijdens de tweede clubtour (Weapons of Mash Construction), die duurde van december 2014 tot maart 2015, raakten opnieuw 8 optredens uitverkocht, waaronder die in het Paard van Troje (Den Haag), de Effenaar (Eindhoven) en Paradiso (Amsterdam).
De band bracht begin 2013 in eigen beheer een live-CD uit met opnames van hun optreden uit hun Supersize Clubtour in december 2012 in het Paard van Troje in Den Haag. In 2014 sloot Memphis Maniacs de Zwarte Cross af.
Eind 2015 bestond de band 10 jaar, om dat te vieren stond de clubtour van 2016 helemaal in het teken hiervan. Deze clubtour werd The Masters of Mash-ups (anniversary clubtour) genoemd. Deze tour werd ook aangekondigd in De Wereld Draait Door. Begin 2016 volgde het eerste studioalbum MASHED-UP. In 2017 was er ook weer de jaarlijkse clubtour dit jaar genaamd Maximum Mashup. Ook stonden ze in 2017 op Paaspop.
In oktober 2017 was er een speciaal optreden buiten de clubtours en festivalshows om, op een podium gebouwd in een oude kerk in Oostelbeers werd de show genaamd Night at the Church gegeven. Op 1 en 2 februari 2018 vond de eerste zogeheten Clashup plaats in Tilburg, een samenkomen van verschillende genres muziek met klassieke muziek in samenwerking met Kamerata Zuid. In 2018 waren er twee clubtours. De eerste vond plaats in het voorjaar die, als uitzondering op voorgaande jaren, geen naam had. De tweede clubtour was dit jaar in het najaar, er werd door de band opgetreden bij kleinere podia dan voorheen. Deze tweede clubtour in 2018 werd Herfstvuur genoemd. In september 2018 heeft de band een crowdfundingsactie gestart via voordekunst voor hun tweede studioalbum. Deze campagne is succesvol voltooid en mede hierdoor kon de band hun volgende album Music for the Mashes uitbrengen. Deze is verschenen op CD en LP.
In 2019 stond de clubtour geheel in het teken van het nieuwe album, deze werd dan ook naar het gelijknamige album Music for the Mashes genoemd. Eind 2019 was er, wederom als verrassing, een clubtour; de Autumn tour. vergelijkbaar met de clubtour uit 2018, die Herfstvuur heette. Voor 2020 stond er een nieuwe editie van Clashup op de planning, deze keer zou Clashup in meerdere theaters te zien zijn. door de coronapandemie konden maar een aantal van de geplande voorstellingen plaatsvinden dit jaar.
In 2021 werd bekendgemaakt dat de Memphis Maniacs voor onbepaalde tijd verder gingen onder de naam The Ones That Got Away. Op 3 juni 2024 werd bekendgemaakt dat de Memphis Maniacs terug kwamen onder hun oude naam, met de mededeling dat ze op zouden treden tijdens de Vierdaagsefeesten in Nijmegen van datzelfde jaar. Op 8 juli 2024 werd bekendgemaakt dat in 2025 de clubtour genaamd The Final Clubtour: Hello Goodbye plaats gaat vinden.
Op vrijdag 11 april 2025 gaf de band hun laatste optreden in een volledig uitverkochte Rode Zaal van Doornroosje. Aan het begin van hun laatste mashup, Hey Jude, was duidelijk te zien dat de emoties hoog opliepen. In de eerste rij begonnen de tranen al rijkelijk te stromen. 

## Mash
De Memphis Maniacs spelen (delen van) nummers van onder andere AC/DC, The Chemical Brothers, Iron Maiden, Adamski, Roxette, Jamiroquai, Britney Spears, Eurythmics, Metallica, Skrillex, The Beatles, Queen en Ram Jam.
Per "mash" worden er veelal complementaire stijlen gemixt. Vaak worden de zanglijnen van nummers gezongen over de melodie van een ander nummer (bijvoorbeeld "Hey Jude" van The Beatles en "We Will Rock You" van Queen over de muziek van "Sure Shot" van Beastie Boys), en worden zo de verschillende stijlen gemengd. In andere gevallen worden nummers samengevoegd vanwege een overeenkomstig onderwerp in de songteksten, bijvoorbeeld "Sweet Dreams" van Eurythmics en "Enter Sandman" van Metallica.

## Bandleden
Hoewel de bandleden, op de bassist na, allemaal Nederlands zijn, gebruiken ze tijdens hun optreden Engelstalige aliassen.
- Roy Smolenaars ("Smash Robinson") - zang
- Peter van Gestel ("Biff Anderson") - gitaar
- Max Faulkner ("Buck Wilson") - bas
- Jochem Roelofs ("Reverend Big") - toetsen
- Remco van Eijndhoven ("Iwan Lebrowski") - drums

Max Faulkner volgde in januari 2012 Alarik van 't Riet ("Larry Simmons") op.